# Орден Назарбаєва
О́рден «Пе́рший Президе́нт Респу́бліки Казахста́н — Лі́дер На́ції Нурсулта́н Назарба́єв» (каз. «Қазақстан Республикасының Тұңғыш Президенті - Елбасы Нұрсұлтан Назарбаев» ордені) — державна нагорода Республіки Казахстан. Заснована 1 січня 2001 року на честь першого Президента Казахстану Нурсултана Назарбаєва.
Орденом Нурсултана Назарбаєва нагороджуються громадяни Республіки Казахстан за особливі заслуги в державній і суспільній діяльності, що сприяє становленню, процвітанню і славі Республіки Казахстан. Орденом можуть бути нагороджені керівники іноземних держав і урядів за особливі заслуги перед Казахстаном.
Про нагородження громадян, удостоєних ордена Назарбаєва проводиться запис у Книзі Слави Республіки Казахстан, заснованої Урядом Республіки Казахстан.
Орден чотири рази змінював свій дизайн: від знаку на шийній стрічці до знаку на плечовій стрічці із зіркою.

## Опис нагороди
Орден складається зі знака на плечовій стрічці і зірки. Зірка і знак ордена виконані із золота 750 проби.
Для повсякденного носіння є мініатюра ордена.

### Знак ордена
За своєю формою знак ордена схожий на Знак Президента Республіки Казахстан: багатопроменева зірка, жмутки променів якої формують восьмигранник, вкритий емаллю синього кольору. Вісім найдовших променів вкриті емаллю білого кольору та прикрашені діамантами.
У центральному медальйоні на синьому тлі золота монограма: перевиті декоративним способом літери «П» і «Н». Центральний медальйон оточений золотим лавровим вінком, який у свою чергу оточений кантом білого кольору, по якому золотими літерами напис: «Қазақстан Республикасының Тұңғиш Президенті — Елбаси Нұрсұлтан Назарбаєв». Медальйон оточений золотою стрічкою з натуральними рубінами.

### Зірка ордена
Зірка ордена являє собою золоту шістнадцятикінечну багатогранну зірку, де, чергуючись, вісім променів зірки коротше інших. У центрі медальйон синьої емалі з золотим профілем Нурсултана Назарбаєва. Центральний медальйон оточений кантом білого кольору по якому золотими літерами напис: «Қазақстан Республикасының Тұңғиш Президенті — Елбаси Нұрсұлтан Назарбаєв». Медальйон оточений золотою стрічкою з натуральними рубінами.

### Стрічка ордена
Муарова стрічка ордена перших типів кольору Державного прапора Республіки Казахстан з національним золотим візерунком.
Черезплічна стрічка четвертого типу виготовлена з муарової тканини синього кольору завширшки 100 мм.